# زنبق آلبرت
زنبق آلبرت (نام علمی: Iris alberti) نام یک گونه از سرده زنبق است.